# Narawita
Narawita is een bestuurslaag in het regentschap Bandung van de provincie West-Java, Indonesië. Narawita telt 5402 inwoners (volkstelling 2010).